# The House of the Devil
The House of the Devil is een Amerikaanse horrorfilm uit 2009 onder regie van Ti West, die zelf ook het verhaal schreef en de montage deed. De productie is een hommage aan horrorfilms uit de jaren 80 en is daarom gefilmd met 16mm-film. Ook de aanwezigheid van telefoons met een kiesschijf, de aankleding van de locaties en de gedragingen, kleding en kapsels van de personages zijn in de stijl van de jaren 80.

## Verhaal
Studente Samantha Hughes is klaar met het gedrag van haar kamergenote op haar campus en gaat op zoek naar een eigen woning buiten het schoolterrein. Een huisbazin die een kamer te huur heeft zegt haar die toe, op voorwaarde dat ze de eerstvolgende maandag de eerste maand huur à $300,- vooruit betaalt. Samantha heeft dat niet en gaat op zoek naar een manier om aan geld te komen. Op het mededelingenbord op haar campus hangt een formulier waarop gevraagd wordt om een babysitter.
Samantha's vriendin Megan brengt haar 's avonds met de auto naar het huis van Mr. Ullman, de adverteerder. Die bekent ter plaatse dat zijn advertentie niet helemaal op waarheid berust. Zijn echtgenote en hij hebben geen baby. Hij vertelt dat ze in plaats daarvan een oppasser nodig hebben voor de moeder van zijn vrouw, maar op advertenties waarin hij dat schreef reageerde niemand. Door de vergoeding voor het oppassen te verhogen naar $400,- haalt hij Samantha over om te blijven. Ullman vertelt dat ze de moeder van zijn vrouw waarschijnlijk niet eens zal zien. Hij zegt dat die boven op haar kamer zit en erg op zichzelf is.
Megan vindt de situatie veel te vreemd, maar accepteert schoorvoetend dat Samantha wil blijven. Ze belooft haar vriendin om 0.30 u op te komen halen en rijdt weg. Op korte afstand van het huis stopt ze even om een sigaret te roken. Net wanneer ze het raampje van haar auto opendraait, loopt Victor langs. Hij biedt Megan zijn aansteker aan en vraagt of ze de babysitter is. Zodra ze 'nee' zegt, trekt hij een geweer en schiet hij haar door het hoofd.
Na een poging wat huiswerk te doen, laat Samantha een pizza bezorgen. Victor komt die bezorgen en blijft daarna in de tuin van het huis rondhangen. Binnen vindt Samantha een doos met foto's waarop mensen poseren voor de auto waarmee ze de Ullmans heeft zien vertrekken. Wanneer ze boven vreemde geluiden hoort, gaat ze met een groot mes in haar handen op inspectie. Exact om 0.00 uur begeven alle lichten in het huis het. Vlak daarna verliest Samantha het bewustzijn.
Wanneer Samantha bijkomt, ligt ze vastgebonden op de zoldervloer in het midden van een pentagram. De Ullmans, Victor en een humanoïde wezen met een demonisch gezicht staan gehuld in wijde gewaden om haar heen. Het wezen tekent met bloed pentagrammen op haar lijf en probeert Samantha diens bloed te laten drinken uit een gehoornde schedel. Ze weet zich los te wrikken en rent weg. Victor en mevrouw Ullman proberen haar te stoppen, maar Samantha doodt ze allebei met het mes. Victors geweer neemt ze mee naar buiten. Mr. Ullman volgt haar de tuin in en haalt haar over om te stoppen met rennen en naar hem te luisteren. Met een maansverduistering in volle gang boven hen, vertelt hij Samantha dat ze is uitverkozen en dat het te laat is om het proces te stoppen. Of ze hem wel of niet doodschiet maakt hem niet uit, want hij is alleen een dienaar. Tot zijn afgrijzen richt Samantha daarop het geweer op haar eigen hoofd en schiet ze zichzelf door haar slaap.
In een ziekenhuis loopt een verpleegkundige een kamer binnen. Een met haar hoofd in verband gewikkelde patiënte blijkt de bewusteloze Samantha te zijn. De verpleegster zegt haar toe dat alles helemaal goed komt met haar en haar baby.

## Rolverdeling
- Jocelin Donahue - Samantha Hughes
- Tom Noonan - Mr. Ulman
- Mary Woronov - Mrs. Ulman
- Greta Gerwig - Megan
- AJ Bowen - Victor Ulman
- Mary B. McCann - Elaine Cross
- John Speredakos - Ted Stephen
- Dee Wallace - Huisbazin